# Brauerei Schrems

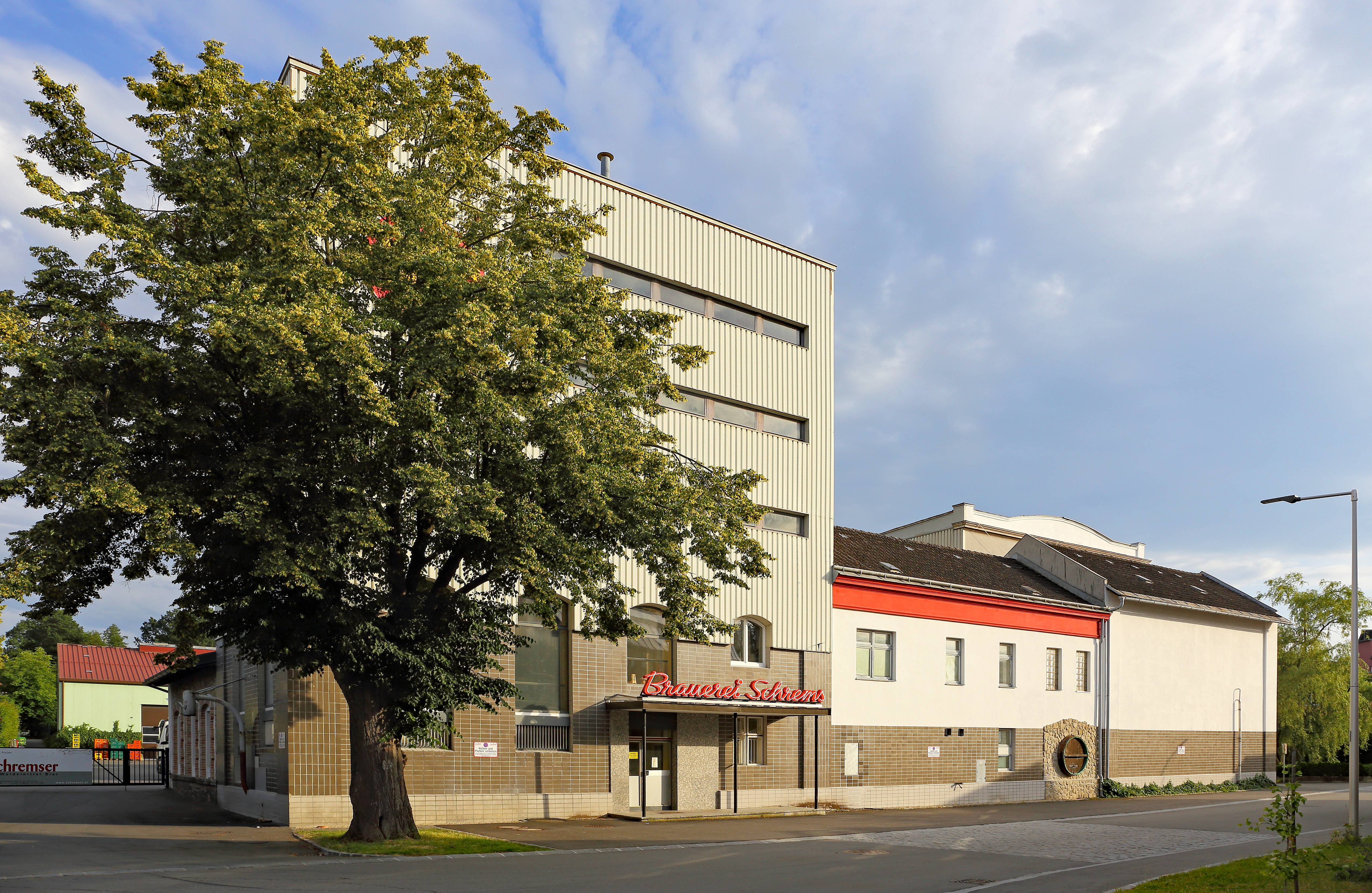
Das Gebäude der Brauerei (2020)

Die Brauerei Schrems ist eine Bierbrauerei in Schrems im niederösterreichischen Waldviertel. Seit 1991 befindet sich die Brauerei im Besitz von Karl Theodor Trojan.  

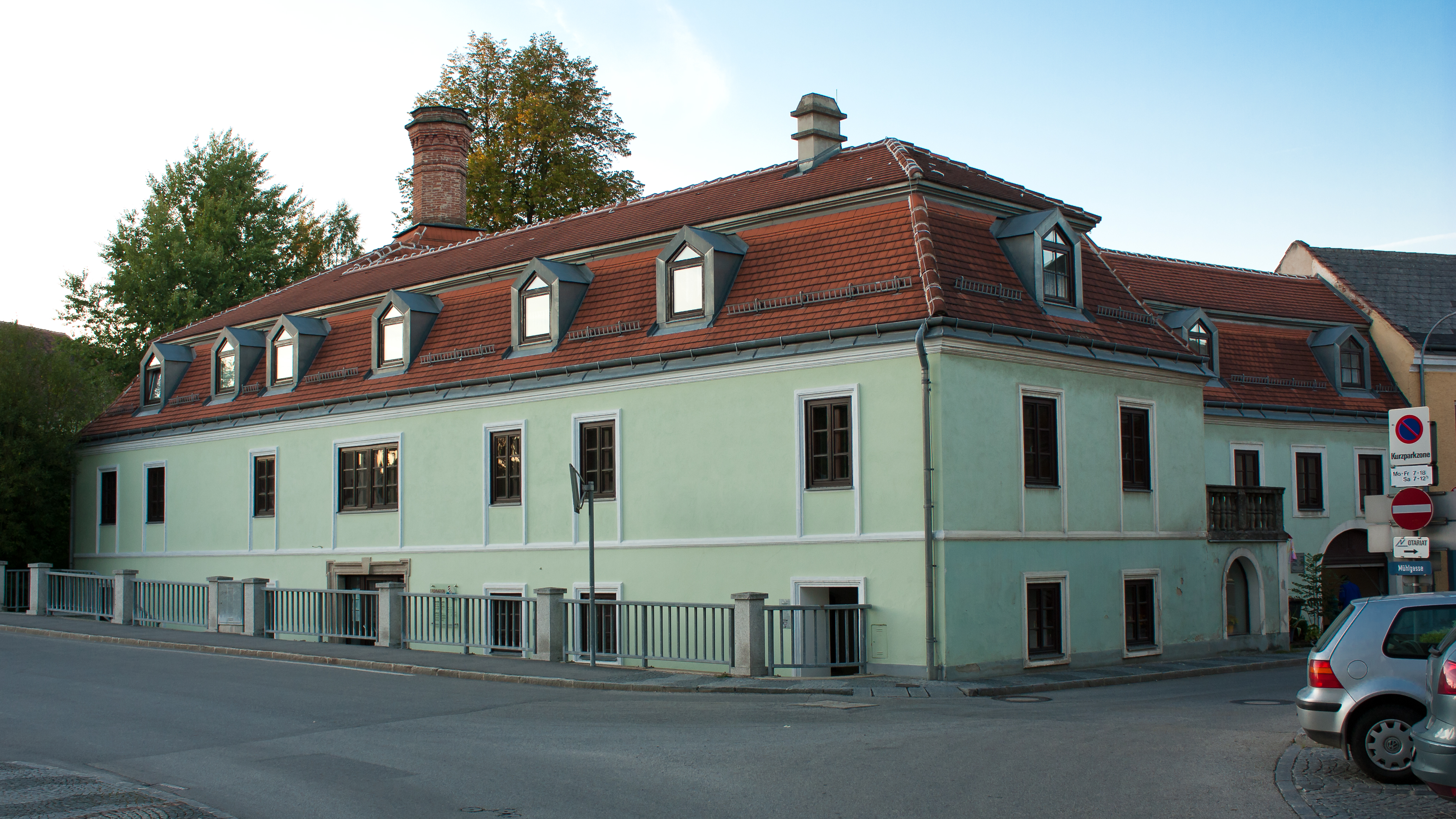
Das 1905 stillgelegte Brauhaus

## Geschichte
Die Brauerei wurde 1410 erstmals namentlich erwähnt, als ein Brand in Schrems wütete, der nur das Brauhaus verschonte. 1753 übereignete der damalige Eigentümer Reichsgraf von Falkenhayn die Brauerei an Blasius Freyler, um den Betrag von 950 Gulden. Der nächste Eigentümerwechsel ereignete sich 1764. Zu diesem Zeitpunkt erwarb Johann Anderl die Brauerei um 1300 Gulden, welcher sie im Weiteren an seinen Sohn Johann Georg übertrug. 1838 erstand Wolfgang Wagner die Brauerei um den Betrag von 4500 Gulden. Dieser veräußerte sie darauffolgend an Jakob Trojan um den Betrag von 10.200 Gulden. Seit diesem Zeitpunkt befindet sich die Brauerei im Besitz der Familie Trojan. Als Nachfolger übernahm 1875 sein Sohn Theodor Trojan den Betrieb und errichtete einen neuen Lagerkeller für die Brauerei. 

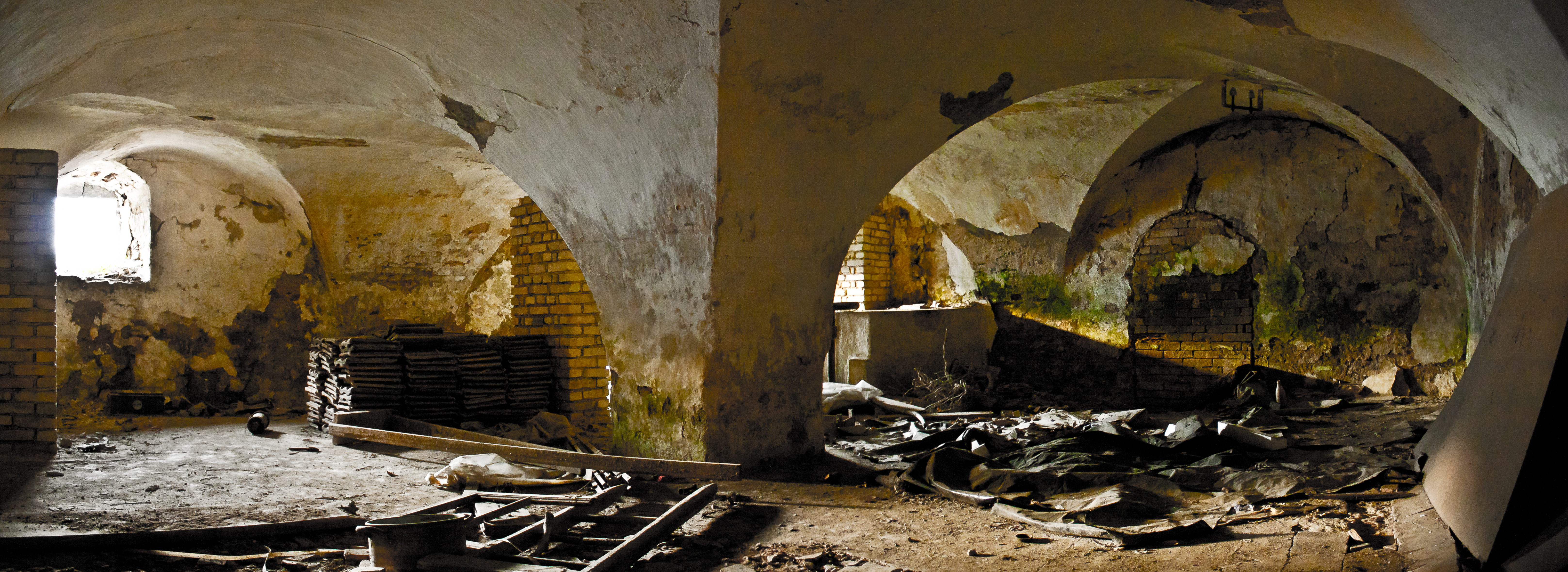
Lagerkeller der alten Brauerei

Über den Zeitraum von 1904 bis 1906 hinweg wurde die Brauerei umfangreich modernisiert und schließlich 1906 die heute noch bestehenden Gebäude in Betrieb genommen. Das alte Brauhaus nahe dem Stadtzentrum hatte damit ausgedient und wurde aufgegeben, es steht heute unter Denkmalschutz. Im Jahr 1907 übernahm sein Sohn Karl Theodor Trojan I. die Brauerei, welcher sie durch zwei Weltkriege und eine Wirtschaftskrise hindurch führte. Die vom Krieg gezeichnete Brauerei wurde 1957 von Karl Johann Trojan II. übernommen und zu einem leistungsfähigen Betrieb umstrukturiert. Seit 1991 führt Karl Theodor Trojan III. den Betrieb.
2010 feierte die Brauerei ihr 600-jähriges Bestehen.

## Sonstiges
Die Brauerei ist Mitglied im Brauring, einer Kooperationsgesellschaft privater Brauereien aus Deutschland, Österreich und der Schweiz.
2021 gründete die Brauerei zusammen mit neun anderen Gründungsmitgliedern den „Verein der Unabhängigen Privatbrauereien Österreichs“.